# バイク漫画
バイク漫画（バイクまんが）またはオートバイ漫画は、日本における漫画のジャンルの一つで、オートバイ（モーターサイクル）またはライダー（バイク乗り）を主題にした漫画を言う。

## 主なバイク漫画
『東本昌平RIDE 78』（東本昌平、モーターマガジン社、2013年11月、ISBN 978-4862793492）で紹介されているバイク漫画を以下に挙げる。
1960年代
- ゼロバイ 山崎まさる
- マッハ三四郎 久米穣/九里一平/吉田竜夫
- ワイルド7 望月三起也

1970年代
- オートバイ少女 鈴木翁二
- 750ロック 石井いさみ
- 750ライダー 石井いさみ
- 熱風の虎 村上もとか

1980年代
- あいつとララバイ 楠みちはる
- ケンタウロスの伝説 オサム/御厨さと美
- ふたり鷹 新谷かおる
- ペリカンロード 五十嵐浩一
- スーパーライダー 石渡治
- 街道レーサーGO 池沢さとし
- 白バイファイター雪之丞変化 秋本治
- AKIRA 大友克洋
- HiHiHi! 東本昌平
- 鉄のドンキホーテ 原哲夫
- 湘南爆走族 吉田聡
- バリバリ伝説 しげの秀一
- セパハン 服部かずみ
- 米熊氏 北見けんいち
- J物語 楠みちはる
- ZとうちゃんTHE NO.1 うすね正俊
- マンガでわかるバイクライフ 一本木蛮
- 万歳ハイウェイ オサム/守村大
- キラーBO うすね正俊
- 風のノブ 前川K三
- 風を抜け! 村上もとか
- ホットロード 紡木たく
- TWIN 六田登
- 逮捕しちゃうぞ 藤島康介
- 風します? 小道迷子
- キリン 東本昌平
- ヴィナス戦記 安彦良和
- 姫100% 赤石路代
- サムライダー すぎむらしんいち
- 左のオクロック!! 新谷かおる
- GO!GO!爆走ハイスクール 武田ゆういち
- G.P. とみさわ千夏
- ライダーズラプソディ 広井てつお
- ああっ女神さまっ 藤島康介
- あいしてる 守村大

1990年代
- バイクメ〜ン 望月峯太郎
- レッドフラッグ 古沢優
- 蛙とバイクとヨーロッパ 中山蛙
- 俺がコーキだ!! 片山誠
- モーターロック ななし乃与太郎
- 鉄の字 大森しんや
- MARS 惣領冬実
- 少女暴走伝説 Fair 吉良たかし
- カスタム虎の穴 アオキシン
- グリーンヒル 古谷実
- ROAD RUNNER 次原隆二

2000年代
- メタルウインド 吉永祐介
- ジャジャ えのあきら
- 爆音列島 髙橋ツトム
- うすバカ二輪伝 東陽片岡
- SEX MACHINE 西風
- サムライダー（新） すぎむらしんいち
- 頼むから静かにしてくれ 六田登
- My Favorite BIKE 山口かつみ
- RIDEBACK カサハラテツロー
- 単車野郎 きらたかし
- 単車捜し 坂本久作
- CB感。reborn 東本昌平
- The Motorcycle Letters わたせせいぞう
- 72 The Soul of Bikes 山口かつみ
- 東京奥多摩のヒカリ 礒本つよし
- 恋ヶ窪ワークス 大森しんや
- C・U・B 山口かつみ
- RIDEX 東本昌平

2010年代
- ケッチン きらたかし
- Dust to Dust? はじめの1000マイル? 一色登希彦
- CAROLAWAY 東本昌平
- 疾風伝説 特攻の拓 外伝 〜Early Day's〜 佐木飛朗斗/所十三
- 日本をゆっくり走ってみたよ〜あの娘のために日本一周〜 吉本浩二
- ガールズライド 礒本つよし
- ばくおん!! おりもとみまな
- どこまで行けるかな? LET'S GET A MOTERCYCLE LICENSE! 藤末さくら
- わんおふ -one off- 佐藤順一/太田真人
- げんつき 相模原大野女子高校原付部 アキヨシカズタカ
- すく〜〜〜と! 藤田一己/新久千映

## 暴走族を主に扱った作品
暴走族を主題とする作品については暴走族漫画を参照。